# Distretto di Nasu
Il distretto di Nasu (那須郡, Nasu-gun?) è uno dei distretti della prefettura di Tochigi, in Giappone.
Attualmente fanno parte del distretto i comuni di Nasu e Nakagawa. Vi si trova la Villa imperiale di Nasu
| Controllo di autorità | VIAF (EN) 139674996 · LCCN (EN) n89110690 · J9U (EN, HE) 987007565032505171 |